# Bingu wa Mutharika
Bingu wa Mutharika (24. februar 1934 – 6. april 2012) var fra 2004 til sin død præsident i Malawi. Han var uddannet socialøkonom og blev præsident 24. maj 2004 efter, at han vandt et omstridt præsidentvalg. Han blev valgt ind for partiet United Democratic Front men brød med partiet, som blev ledet af tidligere præsident Bakili Muluzi i februar 2005. Han startede partiet Democratic Progressive Party, som da havde et mindretal af repræsentanterne i Malawis parlament. I maj 2009 vandt han atter valget.
- Wikimedia Commons har flere filer relateret til Bingu wa Mutharika

1. ↑  Navnet er anført på engelsk og stammer fra Wikidata hvor navnet endnu ikke findes på dansk.
2. ↑  Navnet er anført på svensk og stammer fra Wikidata hvor navnet endnu ikke findes på dansk.